# たまプラーザ駅
たまプラーザ駅（たまプラーザえき）は、神奈川県横浜市青葉区美しが丘一丁目にある、東急電鉄田園都市線の駅。横浜市で最北端に位置する駅である。愛称はたまプラ。駅番号はDT15。

## 歴史
- 1966年（昭和41年）4月1日：開設[1]。
- 2000年（平成12年）：駅バリアフリー化工事完成。改札階とホーム・南口がエレベーター・エスカレーターで結ばれる（渋谷方面ホーム行エレベーターのみ独立して設置[2]）。
- 2006年（平成18年）：駅再開発工事着工。
- 2008年（平成20年）：渋谷方面ホーム行エレベーターがメイン改札口内に新設され、独立改札は閉鎖された。
- 2009年（平成21年）
  - 9月9日：南口新バスターミナル使用開始[3]。同時に改札口とサウスプラザ4Fを結ぶ連絡橋も供用開始[3]。
  - 10月3日：渋谷寄りに東改札新設[3]。同時に北口新バスターミナルも供用開始（地下ターミナルとなった）。
  - 10月22日：たまプラーザテラスゲートプラザIIが開業[3]。
- 2010年（平成22年）10月7日：たまプラーザテラスゲートプラザIIIが開業。
- 2018年（平成30年）9月30日：ホームドア使用開始。

### 駅名の由来
「たまプラーザ」と言う駅名は、開設当時の東京急行電鉄（現・東急電鉄）社長であった五島昇発案によるもので、1965年（昭和40年）9月の東急常務会で機関決定された。それまでの暫定駅名は、周囲の町名に合わせた元石川駅であった田園都市線の駅名を決定するにあたり、特に語呂が良くて親しみやすく、他に類似のものがないことと、駅所在地と関連があり、駅勢圏のシンボルとなるものが考慮された。「プラーザ」とは、スペイン語で「広場」を意味する。一帯を多摩田園都市の中心に据え、広場中心の街づくりを念願したものである。
なお、駅所在地は1969年（昭和44年）に「元石川町」から「美しが丘一丁目」へ改名されている。

## 駅構造
相対式ホーム2面2線を有する半地下駅、ホームの大半が人工基盤で覆われている。2006年（平成18年） - 2009年（平成21年）10月まで駅前再開発事業に伴う駅改良工事を実施していた。ホーム中央部の人工地盤には円形の開口部が設けられ、吹き抜けとなっている。改札階にも、床、駅事務室、改札階に掛かる梁、吹抜けなどに円弧を描くようなデザインが見られる。改札階からは、3フロア分の吹き抜け構造の大規模な屋根が設置された。側面は2フロア分全面ガラス張りの構造になっている（写真参照）。天井が非常に高いため、駅施設等のサインシステムには、デザインは共通なものの設置方式が当駅独自のものを採用している。工事に伴って新たにコンコースとホームを結ぶ階段やエスカレーターは設置されなかったが、2009年（平成12年）10月3日より鷺沼駅寄りに「東改札」が新設された。従来からあざみ野駅寄りにある改札は「中央改札」と名称が変更となった。改札内のエレベーターの階数表示では、改札が1F、ホームが地下1Fへ変更されている(改札外のエレベーターでは改札階が1F、地上が地下2Fと表示されている）。
この新駅舎は、社団法人鉄道建築協会による鉄道建築協会賞の作品部門で、最高の賞である『最優秀協会賞』を受賞した。これは、東急の駅では初めてである。
2000年（平成12年）頃に実施したエレベーター設置工事では、渋谷方面のエレベーターが当初メインの改札と離れたところに独立して設置されたため、少々不便であった。再開発工事に伴い、旧エレベーターは撤去され、改札内に新たに設置されたが、上りホームが若干狭くなっている。
駅上部へ商業施設を建設するため線路上にあった送電線は地中化する計画だが、地中化範囲は当駅2面4線化を考慮したものである。再開発工事に伴い、上下線共に外側に副本線を増設出来るような空間が設けられたが、現時点で線路を敷設する計画はない。

### のりば
| 番線 | 路線       | 方向 | 行先                                     |
| ---- | ---------- | ---- | ---------------------------------------- |
| 1    | 田園都市線 | 下り | 長津田・中央林間方面                     |
| 2    | 田園都市線 | 上り | 渋谷・押上〈スカイツリー前〉・春日部方面 |

### 駅構内設備

#### 改札中
- 自動販売機：上り・下りホーム。

#### 改札外
- 売店
  - LAWSON + toks：中央改札自動券売機横。
- 公衆電話
- コインロッカー
- ステーションATM
  - 三菱UFJ銀行 東急たまプラーザ駅ATM
- 横浜市図書返却ポスト

## 利用状況
2024年度（令和6年度）の1日平均乗降人員は78,780人である。
近年の1日平均乗降・乗車人員の推移は以下の通り。
| 年度               | 1日平均 乗降人員 | 1日平均 乗車人員 | 出典     |
| ------------------ | ---------------- | ---------------- | -------- |
| 1980年（昭和55年） |                  | 17,625           |          |
| 1981年（昭和56年） |                  | 18,614           |          |
| 1982年（昭和57年） |                  | 21,441           |          |
| 1983年（昭和58年） |                  | 23,817           |          |
| 1984年（昭和59年） |                  | 25,542           |          |
| 1985年（昭和60年） |                  | 27,288           |          |
| 1986年（昭和61年） |                  | 29,222           |          |
| 1987年（昭和62年） |                  | 30,680           |          |
| 1988年（昭和63年） |                  | 32,151           |          |
| 1989年（平成元年） |                  | 32,904           |          |
| 1990年（平成02年） |                  | 34,222           |          |
| 1991年（平成03年） |                  | 35,831           |          |
| 1992年（平成04年） |                  | 37,900           |          |
| 1993年（平成05年） |                  | 35,826           |          |
| 1994年（平成06年） |                  | 35,047           |          |
| 1995年（平成07年） |                  | 35,020           | [ * 1 ]  |
| 1996年（平成08年） |                  | 34,756           |          |
| 1997年（平成09年） |                  | 34,158           |          |
| 1998年（平成10年） |                  | 32,469           | [ * 2 ]  |
| 1999年（平成11年） |                  | 32,043           | [ * 3 ]  |
| 2000年（平成12年） |                  | 32,283           | [ * 3 ]  |
| 2001年（平成13年） |                  | 32,730           | [ * 4 ]  |
| 2002年（平成14年） | 61,960           | 31,465           | [ * 5 ]  |
| 2003年（平成15年） | 62,201           | 31,320           | [ * 6 ]  |
| 2004年（平成16年） | 62,746           | 31,466           | [ * 7 ]  |
| 2005年（平成17年） | 64,238           | 32,216           | [ * 8 ]  |
| 2006年（平成18年） | 66,456           | 33,286           | [ * 9 ]  |
| 2007年（平成19年） | 68,871           | 34,633           | [ * 10 ] |
| 2008年（平成20年） | 68,934           | 34,853           | [ * 11 ] |
| 2009年（平成21年） | 69,137           | 34,569           | [ * 12 ] |
| 2010年（平成22年） | 71,255           | 35,573           | [ * 13 ] |
| 2011年（平成23年） | 73,700           | 36,759           | [ * 14 ] |
| 2012年（平成24年） | 75,967           | 37,867           | [ * 15 ] |
| 2013年（平成25年） | 78,546           | 39,137           | [ * 16 ] |
| 2014年（平成26年） | 78,772           | 39,221           | [ * 17 ] |
| 2015年（平成27年） | 81,065           | 40,385           | [ * 18 ] |
| 2016年（平成28年） | 82,464           | 41,100           | [ * 19 ] |
| 2017年（平成29年） | 83,397           | 41,569           | [ * 20 ] |
| 2018年（平成30年） | 83,922           | 41,816           | [ * 21 ] |
| 2019年（令和元年） | 83,136           | 41,555           | [ * 22 ] |
| 2020年（令和02年） | 59,624           | 29,621           | [ * 23 ] |
| 2021年（令和03年） | 67,725           | 33,743           | [ * 24 ] |
| 2022年（令和04年） | 73,901           | 36,866           | [ * 25 ] |
| 2023年（令和05年） | 77,074           |                  |          |
| 2024年（令和06年） | 78,780           |                  |          |

## 再開発工事
2006年（平成18年）以降、駅を含む駅周辺一帯では東急による再開発工事が進行しており（「たまプラーザテラス」も参照）、駅上部を含む駅周辺に人工地盤を建設し（ホームの画像の薄青色の柱・梁が工事中の人工地盤）、その上に商業施設や駅前広場などが新たに整備された。

## 駅周辺
住宅が多いベッドタウンで、北口前を通る道路は桜並木となっている。駅前には大型商業施設や店舗も集積し、バスも近郊路線だけでなく長距離線が発着するターミナルとなっている。東急グループと横浜市は2012年（平成24年）に駅北側地区の街づくりで協働する協定を結び、2017年（平成29年）2月に拠点となる「ワイズ リビング ラボ」を開設した。
- たまプラーザテラス
  - ノースプラザ（東急百貨店たまプラーザ店）
  - ゲートプラザ
  - サウスプラザ
  - リンクプラザ
- イトーヨーカドーたまプラーザ店
- 東急百貨店たまプラーザ
- ツルハドラッグたまプラーザ駅前店
- ノジマたまプラーザ店
- チャンプカメラたまプラーザ店
- FM-salus
- 横浜市立新石川小学校
- 國學院大學たまプラーザキャンパス
- 神奈川県立元石川高等学校
- 横浜美しが丘郵便局
- 横浜美しが丘四郵便局
- たまプラーザ駅南口郵便局
- メディカルモール・たまプラーザ

## バス路線

### 乗り入れ事業者
一般路線
- 東急バス（空港連絡バス・高速バスも担当）
- 小田急バス（空港連絡バスも担当）
- 川崎市交通局

空港連絡バス・高速バス
- 京浜急行バス
- 京成バス
- フジエクスプレス
  - 1998年（平成10年）10月1日より、羽田空港行空港連絡バスが運行されていた（南口より発車）。
  - 2003年（平成15年）4月16日より、新百合ヶ丘駅発当駅経由成田空港行空港連絡バスが運行されている（北口より発車）。
  - 2004年（平成16年）12月1日より、東京ディズニーリゾート行直行バスが運行されていた（北口より発車）。
- 小湊鉄道
- 相鉄バス
- 上田バス

### バス乗り場
バス停留所名は、北口・南口に関わらず全社局で「たまプラーザ駅」に統一されている。乗り場を区別するため、乗り場番号は北口ターミナルが「1桁」、南口ターミナルが「2桁」を使用。

#### 北口ターミナル
| 乗り場 | 系統     | 主要経由地                                       | 行先                             | 運行事業者              |
| ------ | -------- | ------------------------------------------------ | -------------------------------- | ----------------------- |
| 1      | 空港     | 直行                                             | 成田空港                         | ■東急 ■小田急 ■京成     |
| 1      | 高速     | 直行                                             | 東京ディズニーリゾート（TDR）    | ■東急 ■京成             |
| 1      | 高速     | 直行                                             | 三井アウトレットパーク木更津     | ■小湊鉄道               |
| 1      | 高速     | 御殿場プレミアム・アウトレット・富士急ハイランド | 河口湖駅                         | ■東急 ■フジエクスプレス |
| 1      | 高速     | 富士急ハイランド                                 | 河口湖駅                         | ■東急 ■フジエクスプレス |
| 1      | 高速     | 富士急ハイランド・河口湖駅                       | 富士山五合目 ※夏季のみ運行       | ■東急 ■フジエクスプレス |
| 1      | 高速     | スノータウンYeti                                 | ぐりんぱ ※冬季のみ運行           | ■東急 ■フジエクスプレス |
| 1      | 高速     | 軽井沢駅・北軽井沢                               | 草津温泉                         | ■相鉄 ■上田             |
| 2      | た81     | 美しの森入口                                     | 美しの森循環                     | ■東急                   |
| 2      | た83     | 美しの森入口・犬蔵・おし沼・生田緑地入口         | 向ヶ丘遊園南口                   | ■東急 ■川崎市バス       |
| 3      | た41     | 平津三叉路・保木・すすき野団地                   | 虹が丘営業所                     | ■東急                   |
| 4      | 柿01     | 平津三叉路・琴平下・真福寺                       | 柿生駅南口                       | ■東急                   |
| 4      | た31     | 平津三叉路・保野・王禅寺東三丁目                 | 虹が丘営業所                     | ■東急                   |
| 4      | た51     | 平津三叉路・あざみ野駅・東名江田                 | 江田駅                           | ■東急                   |
| 5      | た61     | 元石川高校                                       | 【内回り循環】あざみ野ガーデンズ | ■東急                   |
| 5      | た61     | 元石川高校                                       | あざみ野ガーデンズ北             | ■東急                   |
| 5      | た62     | 大場町                                           | 【外回り循環】あざみ野ガーデンズ | ■東急                   |
| 5      | た62     | 大場町                                           | あざみ野ガーデンズ               | ■東急                   |
| 5      | た63     | 元石川高校・あざみ野ガーデンズ                   | あざみ野駅                       | ■東急                   |
| 6      | た71     | 平津三叉路・薬師台公園                           | 美しが丘西                       | ■東急                   |
| 6      | た64     | 元石川町・保木・すすき野団地                     | 虹が丘営業所                     | ■東急                   |
| 6      | 新25     | 元石川町・田園調布学園大学前・吹込               | 新百合ヶ丘駅                     | ■小田急                 |
| 6      | 新25     | 元石川町・田園調布学園大学前                     | 吹込                             | ■小田急                 |
| 7      | 降車専用 | 降車専用                                         | 降車専用                         | 降車専用                |

- 再開発工事に伴って大規模な地下ターミナルになった。一番外側を乗降客用の歩道とし、その内側にバス・タクシーが発着する車道がある。この間は壁とドアで仕切られており、バスが停車する時のみ開くようになっている（タクシーののりばは自動ドアで仕切られている）。
- 乗降客用通路は冷暖房が完備されている。また、完全地下ターミナルなので、雨に濡れることもなくなった。
- 各バスのりばの天井部分には発着系統の案内板がある。
- ターミナル端に位置する1番のりば（リムジンバスのりば）には、待合用スペースが設置されている。
- バスターミナルから地上への出入口は、たまプラーザ駅前交差点側の2か所、東改札付近に2か所の計4か所存在し、うち東改札付近の1か所には、エスカレーター・エレベーターが完備されている。
- また、1番のりば脇からたまプラーザテラスゲートプラザへ直結するエレベーター・階段が2010年（平成22年）10月より利用出来るようになり、このエレベーターを経由することで東急百貨店にも直接アクセスすることが可能。
- 成田空港行バスは、予約定員制である。

その他
- 再開発工事のため、2008年（平成20年）6月3日より従来の場所から鷺沼寄りに離れた旧スパイスボックス跡地へ移転していたが、2009年（平成21年）10月3日より旧バスターミナル跡地に地下化された新北口バスターミナルが、ロータリー中心部（一般車専用）を除き供用を開始した。
- 上記以外にも、渋谷駅からの深夜急行バス「ミッドナイト・アロー」が乗り入れていたが、降車扱いのみで、青葉台駅方面への乗車は不可だった。
- 一般車乗入も2010年（平成22年）10月より可能となった。但し、路線バスと出入口を共有するので、運転には注意が必要である。

#### 南口ターミナル
| 乗り場 | 系統     | 主要経由地                           | 行先         | 運行事業者  |
| ------ | -------- | ------------------------------------ | ------------ | ----------- |
| 11     | た26     | 新石川二丁目・あざみ野駅・もみの木台 | すすき野団地 | ■東急       |
| 12     | た91     | 研究所前・北山田駅・サレジオ学院     | センター北駅 | ■東急       |
| 12     | た94     | 研究所前                             | すみれが丘   | ■東急       |
| 13     | 空港     | 直行                                 | 羽田空港     | ■東急 ■京急 |
| 14     | 降車専用 | 降車専用                             | 降車専用     | 降車専用    |

- 2009年（平成21年）9月9日から南口新交通広場（バスターミナル）へのバス乗入が開始されている。
- 南口にもタクシーのりばと一般車乗降所が新設された。
- 雨の日に傘を差さなくても濡れることなくバスから乗降出来るような屋根が設置されている。駅改札までの通路にも屋根が設置されており、以前とは大きく様子を変えた。
- 羽田空港行のりばは別構造であり、空調やベンチも設置されている。
- かつては、バスのりばの周囲全てにたまプラーザ東急SCの屋外駐車場があったため、規模も小さく、一般車の乗降所もなかった。

### その他
- 再開発前ののりばや、仮設のりばでは、羽田空港行きが11番、その他路線が12番であった。
- 南口からは主に港北ニュータウン方面へのバスと羽田空港行直行バスが発着するが、港北方面は日中毎時2 - 3本で昔から本数はあまり多くなく、横浜市営地下鉄グリーンライン開業以降は3系統が廃止された。
- 羽田空港行バスは日中も毎時2本運行と、本数が多めである。2021年（令和3年）3月に川崎鶴見臨港バスが共同運行から撤退し、東急バスと京浜急行バスの2社で路線運行を継続している。
- 市営地下鉄グリーンライン開業前は、た92・93系統（現：91・92系統）はすみれが丘交差点から右折してセンター北・南駅へ直接向かっていたが、開業後は北山田駅・サレジオ学院経由となり、センター北・南駅までの所要時間が大幅に増した。
- 再開発工事に伴って南口バスターミナルが駅前から150m程移転したことに伴う不便さを解消するため、2008年（平成20年）10月1日より、たまプラーザテラスサウスプラザ東側と南口タクシー乗り場付近に「たまプラーザ駅南口バス停」が新設された。なおこのバス停は新南口バスターミナル使用開始に伴い、2009年（平成21年）9月8日最終便限りで終了した。この停留所には羽田空港行き以外の全ての系統が停車していたが、停留所設置前より朝ラッシュ時を中心に、たまプラーザ駅方面のバスに限りこの停留所の周辺で降車を扱うこともあった。

## 当駅を舞台としたドラマ等
- TBS系列で1983年（昭和58年）に放送された『金曜日の妻たちへ』や、テレビ朝日系列で1984年（昭和59年）に放送された『私鉄沿線97分署』は、当駅周辺が舞台となっている。
- 1994年（平成6年）には青葉区制定を記念して『青葉物語』というドラマが東急ケーブルテレビジョンで放送された。出演者やスタッフが地元住民であった。

## ギャラリー

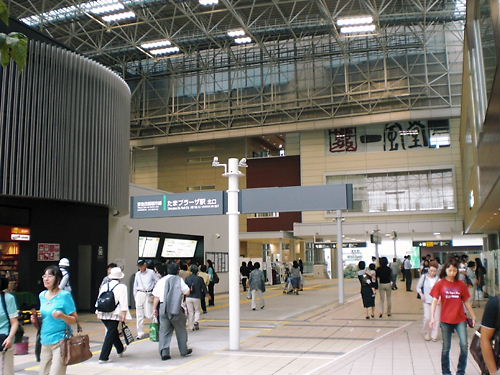
北口（東急SC側・2009年9月9日）
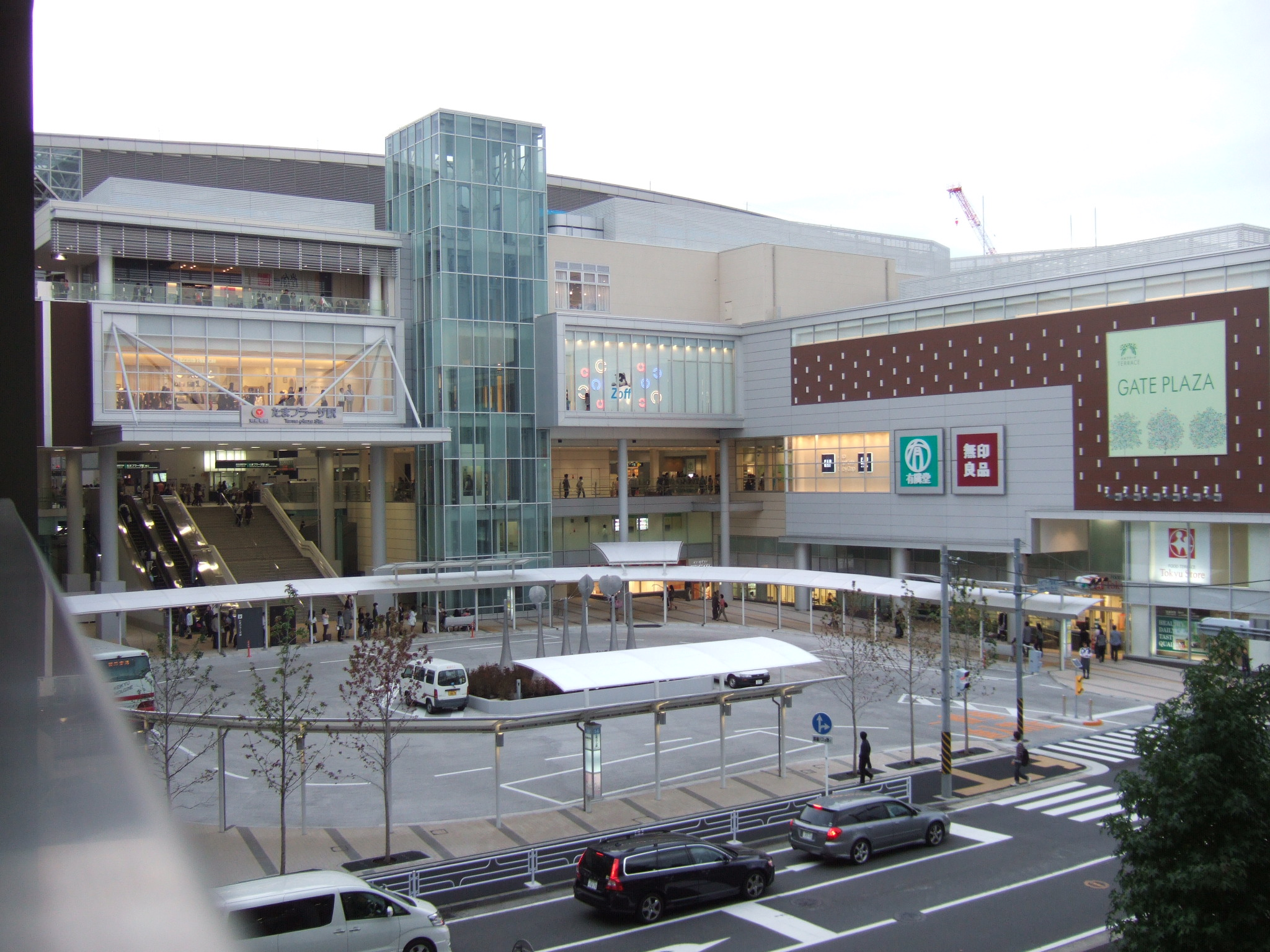
南口（2009年11月）
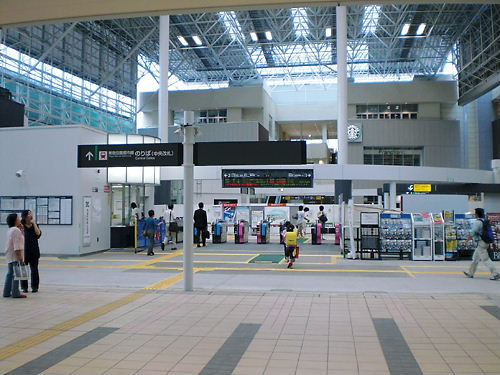
中央改札口（2009年9月）
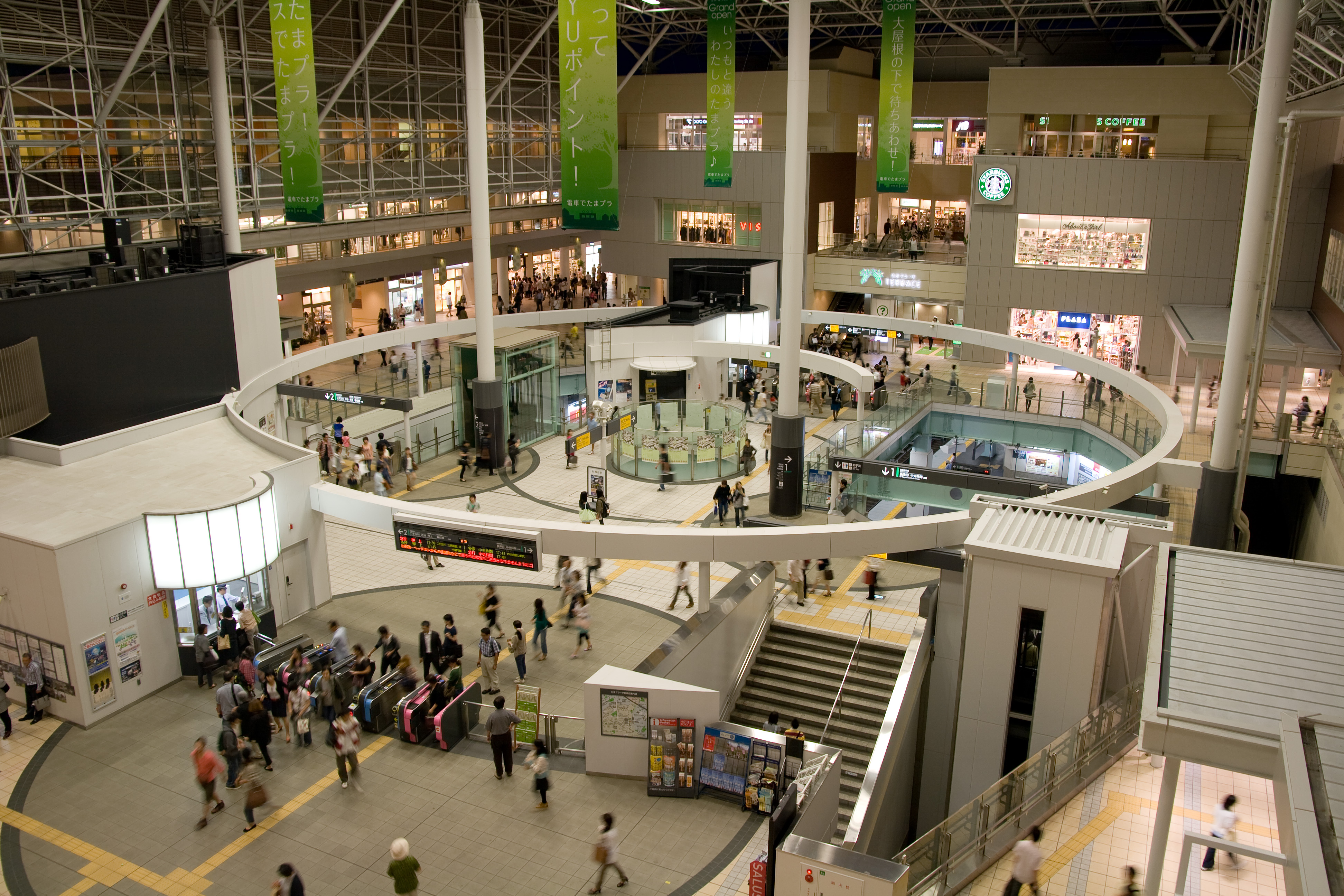
駅構内俯瞰（2010年10月）
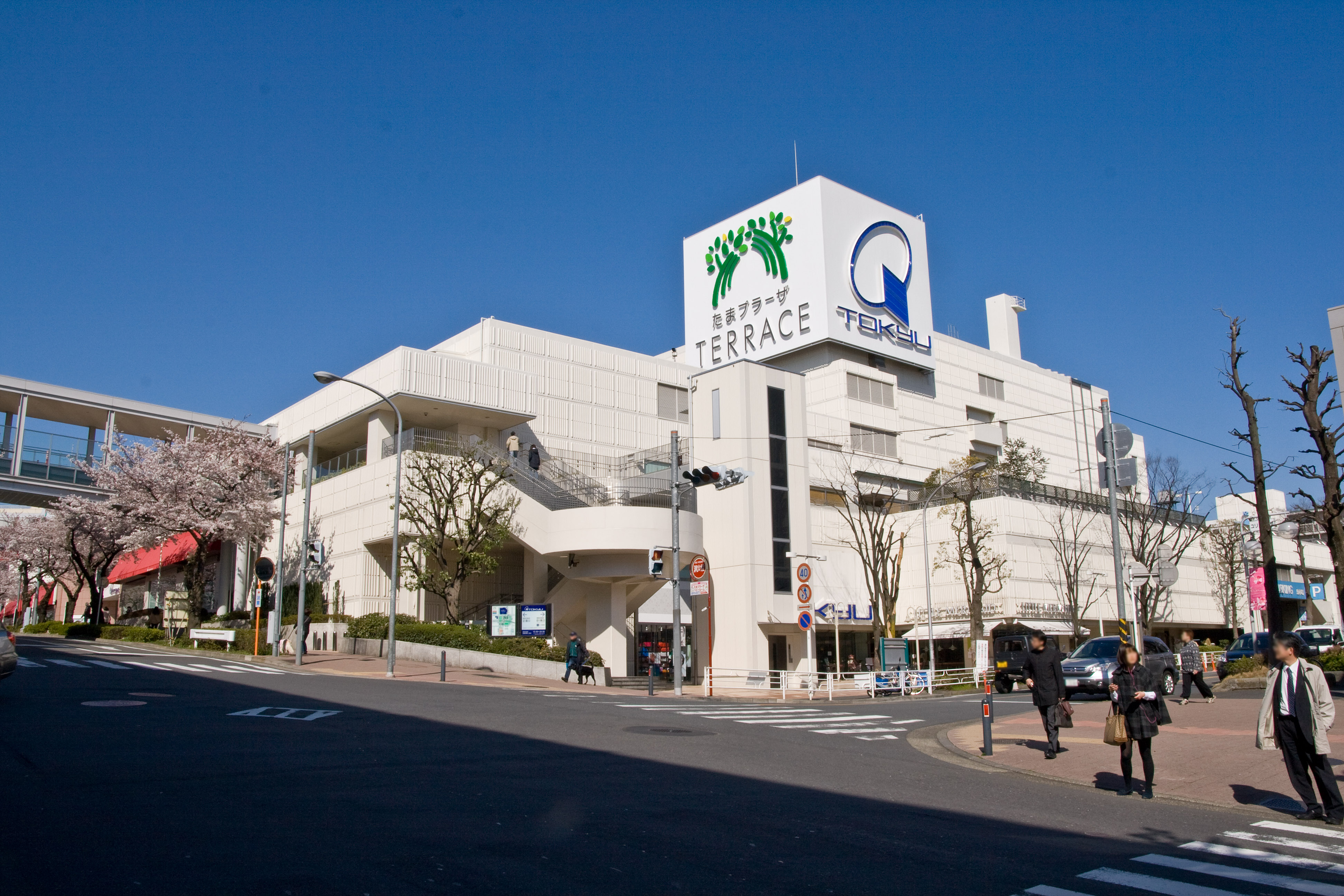
たまプラーザテラス・ノースプラザ

### 旧駅舎・再開発工事の様子

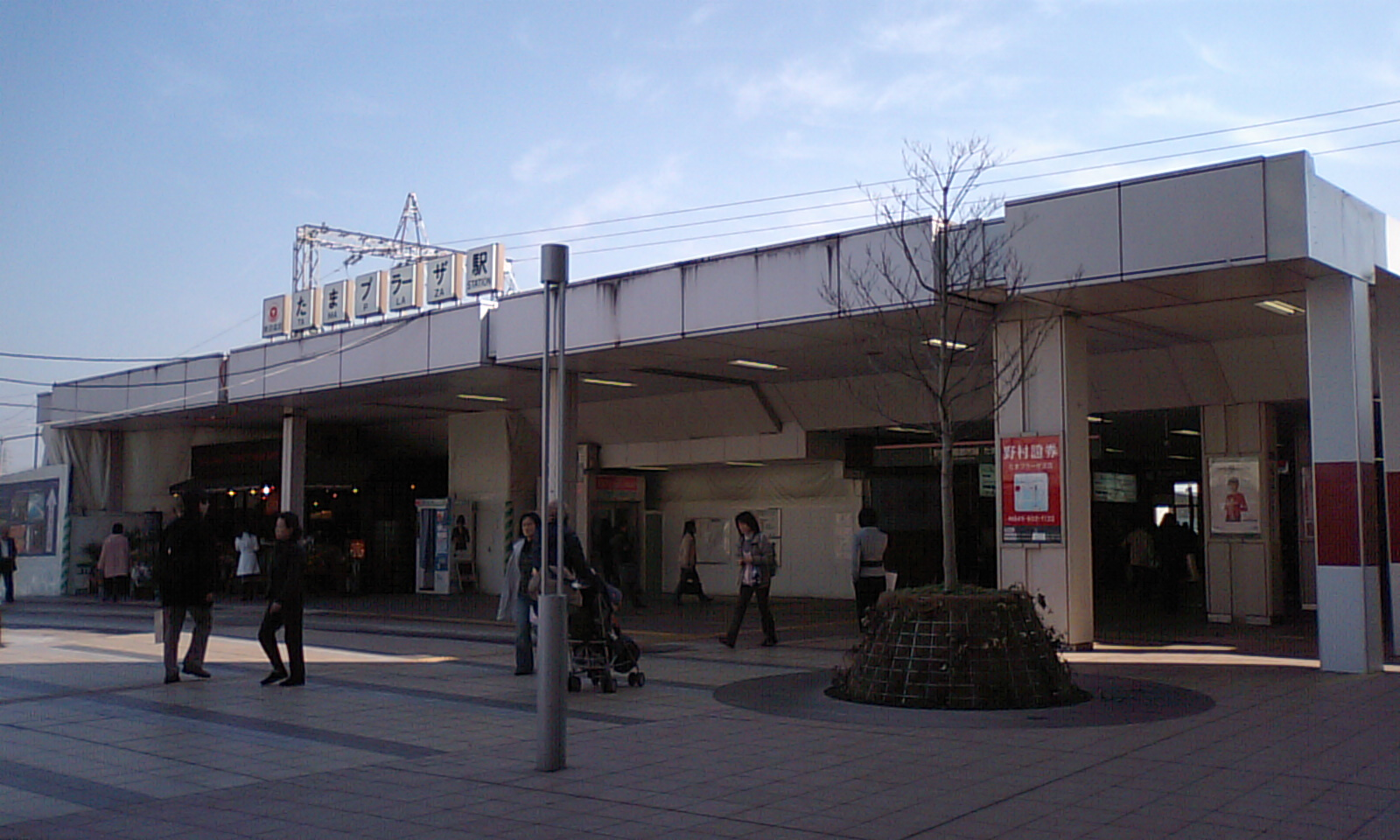
旧駅舎（北口側）（2008年2月22日）
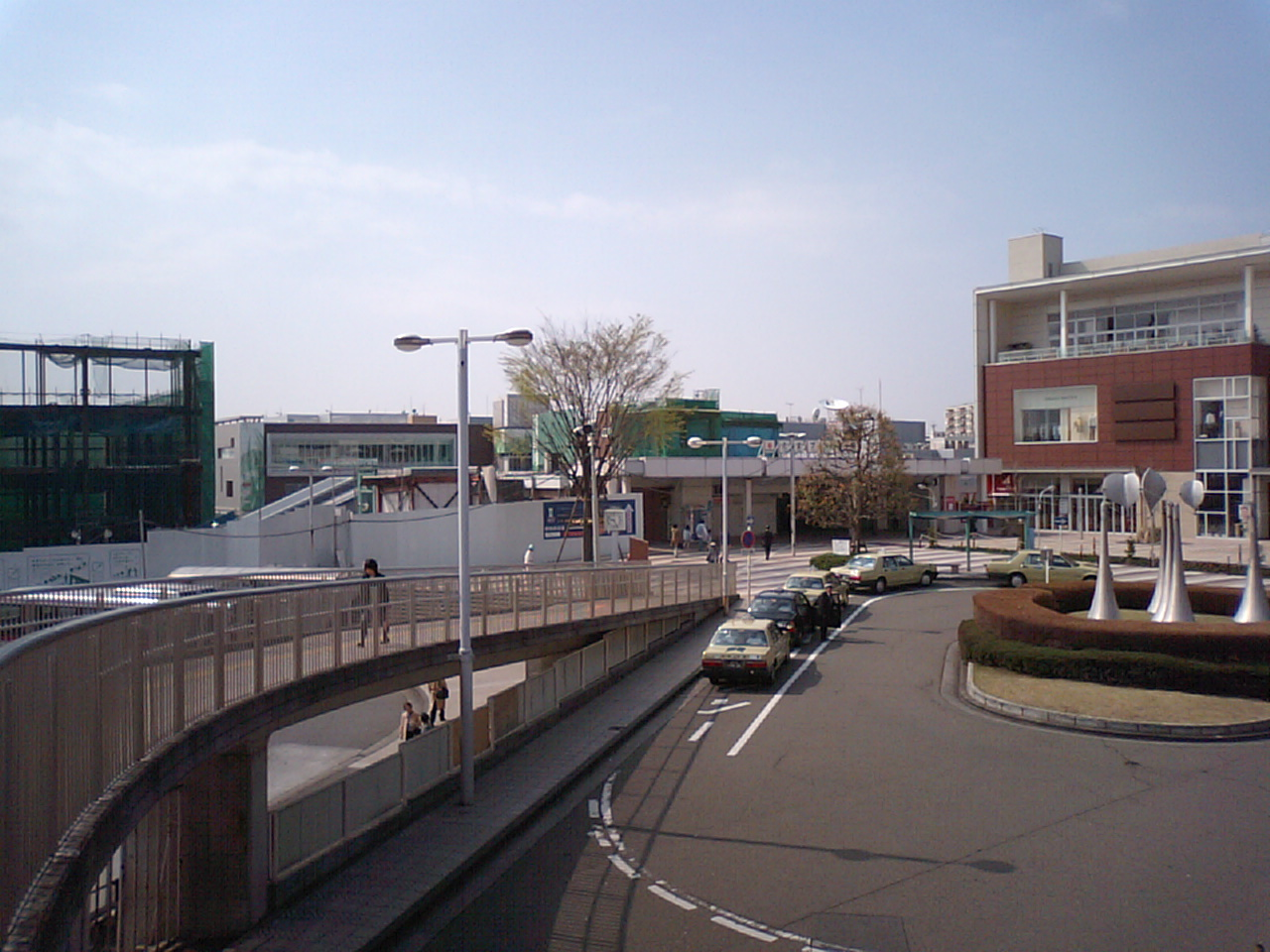
北口駅前。画像左側を始め駅周辺では工事フェンスが張り巡らされ、工事が進んでいる。右側の茶色い建物は先に完成した「たまプラーザテラス」の一部（2008年4月4日）
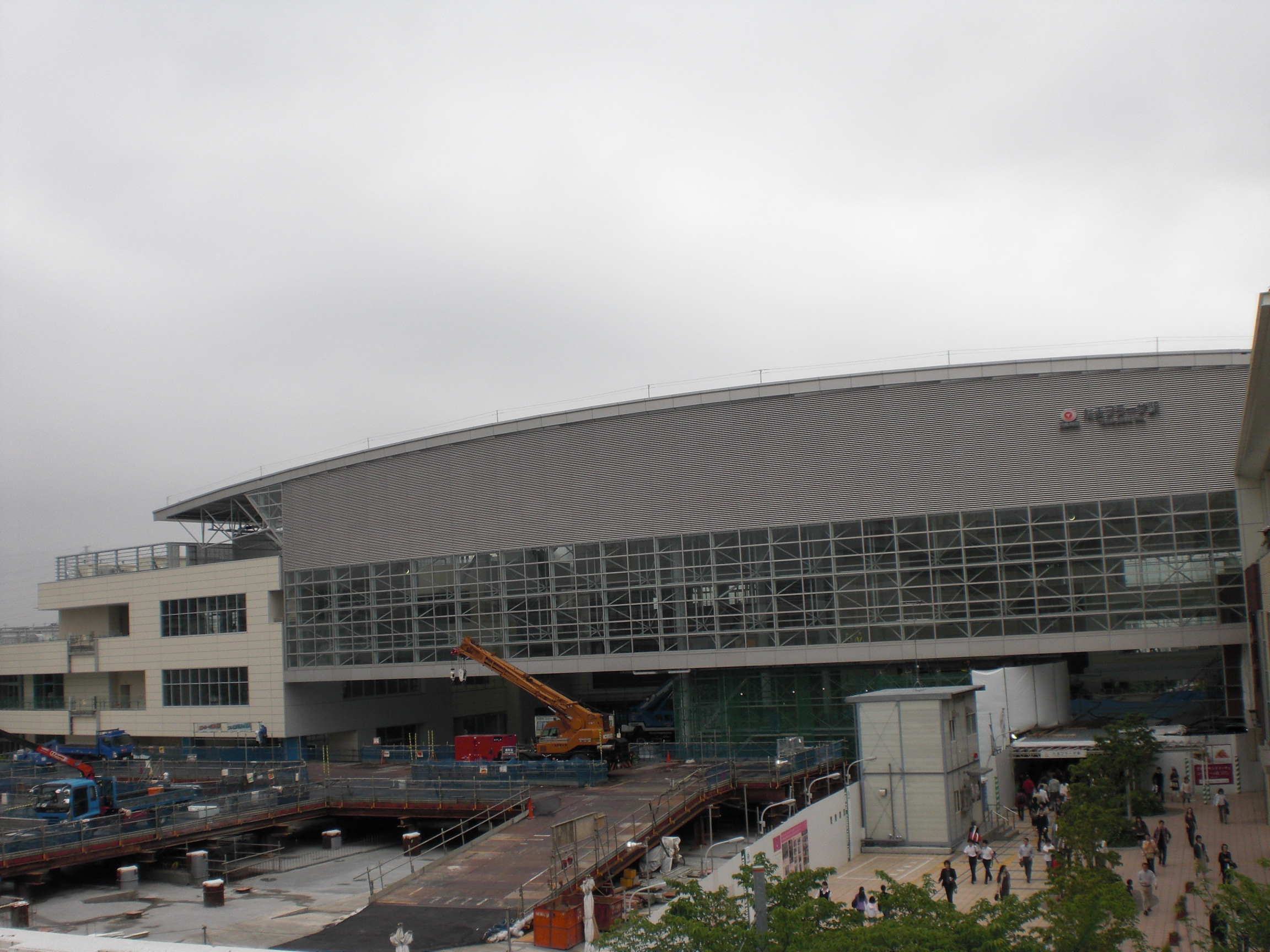
再開発工事中の北口（2009年5月30日）
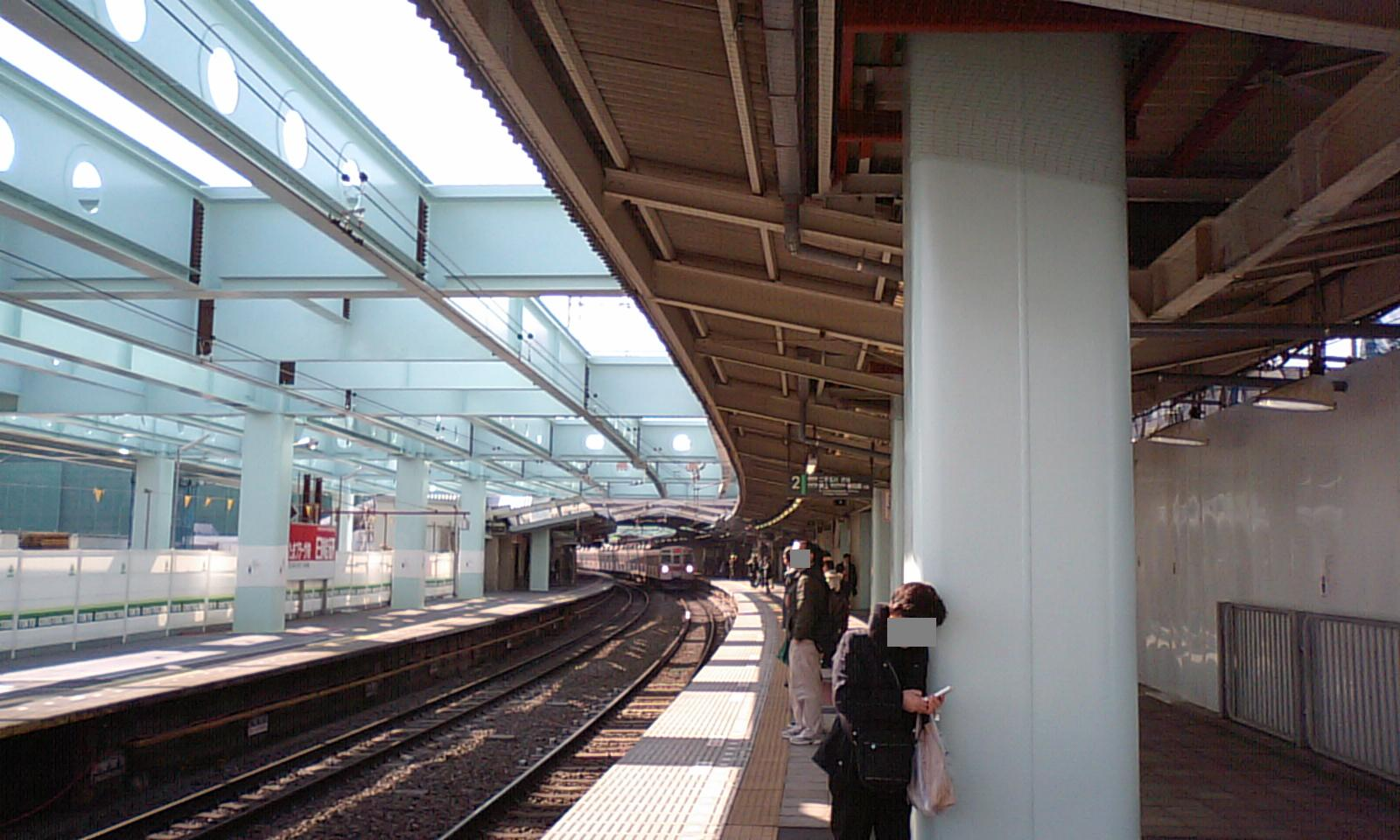
工事中のホーム（2008年2月22日）

## 隣の駅
東急電鉄
 田園都市線

■急行・■準急・■各駅停車
鷺沼駅 (DT14) - たまプラーザ駅 (DT15) - あざみ野駅 (DT16)